# Steve Pearce (homme politique)
Pour les articles homonymes, voir Steve Pearce et Pearce.
Stevan Edward Pearce dit Steve Pearce, né le 24 août 1947 à Lamesa (Texas), est un homme politique américain, représentant républicain du Nouveau-Mexique à la Chambre des représentants des États-Unis de 2003 à 2009 et de 2011 à 2019.

## Biographie
Steve Pearce est originaire de Lamesa dans le comté texan de Dawson. Après avoir obtenu son bachelor of arts de l'université d'État du Nouveau-Mexique en 1970, il s'engage dans l'armée de l'air américaine et participe à la guerre du Viêt Nam. En 1991, il est diplômé d'un MBA de l'Université de l'Est du Nouveau-Mexique.
Il siège à la Chambre des représentants du Nouveau-Mexique de 1997 à 2000. Il est candidat au Sénat des États-Unis en 2000 mais il est battu lors de la primaire républicaine par Bill Redmond (en),.
En 2002, il se présente à la Chambre des représentants des États-Unis lorsque le représentant républicain Joe Skeen annonce qu'il n'est pas candidat à un nouveau mandat. Il remporte la primaire républicaine devant quatre autres candidats. Le 2e district du Nouveau-Mexique, où il se présente, s'étend dans le sud de l'État et est historiquement favorable aux républicains. Pearce est élu représentant avec 56,2 % des voix face au sénateur d'État démocrate John Smith. Il est réélu avec 60,2 % des suffrages en 2004 et 59,4 % en 2006.
Lors des élections de 2008, Pearce brigue la succession du sénateur républicain Pete Domenici. Durant la primaire républicaine, il se pose en candidat conservateur face à la représentante modérée du 1er district Heather Wilson. Il domine longtemps les sondages mais l'écart avec Wilson se resserre lorsque celle-ci reçoit le soutien de Domenici. Il remporte de justesse la primaire avec 51 % des voix contre 49 % pour Wilson. Avant l'élection générale, le candidat démocrate Tom Udall dispose d'une large avance dans les sondages,. Pearce est largement battu par Udall, ne rassemblant que 38,7 % des suffrages. Le même jour, le Nouveau-Mexique vote à 56,7 % pour Barack Obama et n'élit que des représentants démocrates.
En 2010, il tente de reconquérir son siège de représentant. Deux ans plus tôt, le démocrate Harry Teague (en) avait remporté le district, pourtant républicain depuis 1980. Teague est l'une des principales cibles des républicains pour reprendre le contrôle de la Chambre des représentants. Steve Pearce remporte facilement la primaire républicaine avec 85 % des voix. Il retrouve son ancien siège en battant Teague avec 55,4 % des suffrages. Il est réélu avec des scores compris entre 59 % et 65 % des voix en 2012, 2014 et 2016.
En juillet 2017, il annonce sa candidature au poste de gouverneur du Nouveau-Mexique pour les élections de 2018. La gouverneure républicaine sortante, Susana Martinez, ne peut pas se présenter à un troisième mandat. Le 6 novembre 2018, il est battu par la démocrate Michelle Lujan Grisham qui l'emporte avec 57,1 % des voix.

## Positions politiques
Steve Pearce est un républicain conservateur. Même si son district est majoritairement hispanique, il s'oppose à ce que les immigrés illégaux puissent obtenir la citoyenneté américaine.

## Historique électoral

### Chambre des représentants
| Année | Steve Pearce | Démocrate |
| ----- | ------------ | --------- |
| Année |              |           |
| 2002  | 56,2 %       | 43,7 %    |
| 2004  | 60,2 %       | 39,8 %    |
| 2006  | 59,4 %       | 40,5 %    |
| 2008  | 38,7 %       | 61,3 %    |
| 2010  | 55,4 %       | 44,6 %    |
| 2012  | 59,1 %       | 40,9 %    |
| 2014  | 64,4 %       | 35,5 %    |
| 2016  | 67,2 %       | 37,2 %    |